# خيري الذهبي
خيري الذهبي (1946 - 4 تموز (يوليو) 2022)، هو روائي ومفكر وكاتب وسيناريست ومؤرخ  سوري ولد في دمشق وتوفي في باريس.

## حياته

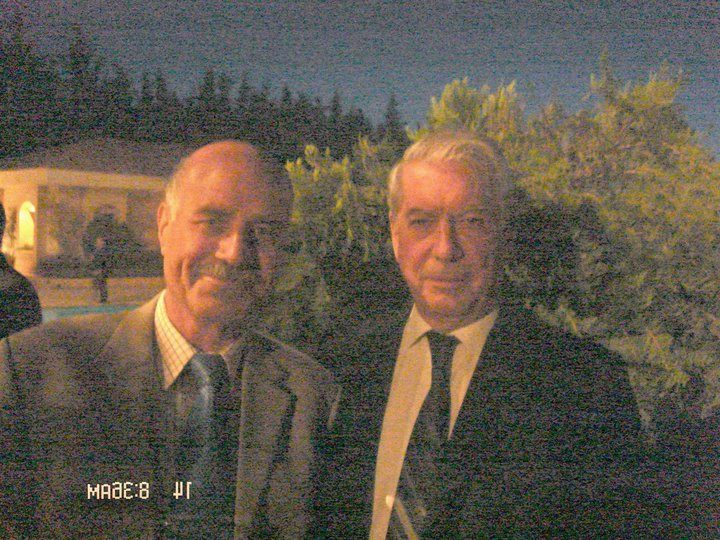
خيري الذهبي وماريو فارغاس ليوسا

غادر إلى مصر في بداية ستينيات القرن العشرين وتلقى هنالك تعليمه الجامعي في جامعة القاهرة وتخرج منها حاملاً الإجازة في اللغة العربية، حيث درس الأدب العربي وتتلمذ أدبياً على يدي يحيى حقي ونجيب محفوظ وطه حسين.
عاد بعد ذلك إلى سوريا وساهم في الحركة الثقافية السورية، بكثافة في الصحافة والإذاعة والتلفزيون والأدب بشكل خاص. حاز على جائزة أدب الأطفال الأولى في سبعينيات القرن العشرين، وشارك في تحرير العديد من دوريات وزارة الثقافة واتحاد الكتاب.
عاش خيري الذهبي سنوات طويلة في النضال من أجل الحرية والكرامة الإنسانية ونشر مبدأ الديمقراطية والعدالة الاجتماعية والتعددية السياسية في بلده سوريا، فبعد أن أسره جيش الاحتلال الإسرائيلي الذي اختطفه من موقع خدمته في الجولان السوري المحتل، حصل على وسام الشجاعة والشرف من الجمهورية العربية السورية، فتفرغ للعمل الثقافي والأدبي والنهضوي. دفع أثماناً باهظة لنشاطه الفكري والسياسي في الثمانينيات والتسعينيات، حيث سحب جواز سفره ومنع من السفر مرات عديدة، إضافة إلى تسريحه من عمله في الهيئة العامة للإذاعة والتلفزيون عام 1991 بعد توقيعه على بيانات وعرائض احتجاجية ومشاركته في الحراك السلمي المدني. لم ينتمِ خيري الذهبي إلى أي تيار أو حزب سياسي، وبقي مستقلاً تماماً ليبرالي الفكر، عروبي النزعة، داعماً لفكرة المواطنة والمجتمع المدني الديمقراطي ومبدأ فصل الدين عن الدولة. غادر سوريا بعد عام 2012 وانتقل إلى مصر ومنها إلى الامارات ومن ثم الأردن وبعدها انتقل للإقامة في فرنسا.

## مؤلفاته
له مؤلفات عديدة 
- ملكوت البسطاء[12] ..رواية 1975 طبعتان...حولت للتلفزيون وللإذاعة في سورية.
- طائر الأيام العجيبة...رواية 1977 ...حولت للتلفزيون وللإذاعة.[13]
- ليال عربية [14]...رواية، طبعتان...الفارابي، بيروت...1980 .دار التكوين..دمشق 2008.
- الشاطر حسن[15]...رواية... .. حولت إلى التلفزيون.وللإذاعة.[16] 1982
- المدينة الأخرى[17] ...رواية...اتحاد الكتاب العرب...دمشق.1983
- ثلاثية التحولات [18]
- حسيبة...رواية أربع طبعات..1987 ..حولت للتلفزيون من بطولة أمل عرفة [19] واخراج عزمي مصطفى وللسينما (الفيلم السوري حسيبة من بطولة سلاف فواخرجي[20] واخراج ريمون بطرس)
- فياض [21]....رواية اربع طبعات...1989 .
- هشام أو الدوران في المكان [22] رواية 1997 أربع طبعات 1997.
- الجد المحمول [23]...قصص...وزارة الثقافة..1993 .
- فخ الأسماء [24]...رواية، طبعتان، دار الآداب...2003، دار التكوين 2009دمشق.
- سطوح جباتا والحمائم (قصص للأطفال)، وزارة الثقافة، دمشق، رسوم ممتاز البحرة، 1980.
- لو لم يكن اسمها فاطمة[25] ...رواية 2005.ثلاث طبعات. .دار الهلال..القاهرة..دار الخيال بيروت2006، دار التكوين دمشق 2007.
- صبوات ياسين [26]...دار كنعان، دار الخيال،بيروت...رواية...2006 .
- التدريب على الرعب[27] ...مقالات مختارة...2004 دار كنعان دمشق / سوريا.
- رقصة البهلوان الأخيرة[28] ...رواية... ..دمشق دار التكوين 2008
- الاصبع السادسة[29] ..رواية..دار ميريت \القاهرة..2013، دار ممدوح عدوان للنشر \دار سرد للنشر..2018.
- محاضرات في البحث عن الرواية[30] ..بحوث..دار الشروق.رام الله 2016
- المكتبة السرية والجنرال [31] ..دار الأهلية..رواية..2018 . القائمة الطويلة لجائزة الشيخ زايد للرواية العربية.
- 300 يوم في إسرائيل 2019 ...يوميات عربية، جائزة ابن بطوطة لأدب الرحلات، دار المتوسط للنشر، روما، دار السويدي، أبو ظبي.[32]
- الجنة المفقودة - من القنوات إلى كفرسوسة رواية، 2021، دار الفكر، بيروت.
- عود ثقاب قرب حقل جاف، دراسات فكرية، دار المحيط للنشر، الإمارات العربية المتحدة، 2022.

أعماله الدرامية
ساهم خيري الذهبي بالدراما السورية منذ الستينات
- ملكوت البسطاء..إخراج: سليم صبري.
- الشطار[16]...إخراج: علاء الدين كوكش.
- طائر الأيام...إخراج: سليم صبري.[13]
- الوحش والمصباح (تيمور لنك) [33] إخراج علاء الدين كوكش.
- مسلسل أبو حيان التوحيدي[34]... إخراج: صلاح أبو هنود..
- البناء 22....إخراج: هشام شربتجي.
- لك يا شام... إخراج: غسان جبري.
- مخالب الياسمين...إخراج:يوسف رزق.
- وردة لخريف العمر (مسلسل)... إخراج: يوسف رزق.
- رقصة الحبارى...إخراج: يوسف رزق.
- حسيبة...إخراج: عزمي مصطفى.
- أمير الحلم... (ابن المعتز).
- ملحمة أبو خليل القباني.[35] إخراج هيثم حقي-ايناس حقي.[36]

ومن الأفلام:
وجوه ليلي، العنوان القديم، حولت رواية حسيبة للسينما من إنتاج المؤسسة العامة للسينما في سوريا وإخراج ريمون بطرس.
كما أعد وقدم أحد عشر كتاباً عن وزارة الثقافة في سورية تحت عنوان سلسلة آفاق دمشقية عام 2008 هي;
- الرحلة الإمبراطورية في زيارة إمبراطور ألمانيا لبلاد الشام...تأليف: إبراهيم الأسود.
- عجائب المقدور في أخبار تيمور...تأليف: ابن عرب شاه.
- الدرة المضية في الدولة الظاهرية..تأليف: ابن صصرى.
- سيد قريش رواية تاريخية في ثلاث أجزاء..تأليف: معروف الارناؤوط.
- حوادث دمشق اليومية...للبديري الحلاق.
- منصور بن سرجون أو يوحنا الدمشقي أو الفتح السهل لمدينة دمشق..تأليف الاكسرخوس جوزف نصر الله.
- الروضة الغناء في دمشق الفيحاء..لنعمان القسطاكي.
- نهاية المماليك..ودخول العثمانيين إلى الشام (الرؤية الشامية)تأليف: ابن طولون الصالحي الدمشقي.
- نهاية المماليك (الرؤية المصرية)..تأليف ابن اياس.
- دمشق فترة السلطان عبد الحميد الثاني..تأليف: ماري دكران سركو.
- قلعة دمشق - تأليف: عبد القادر الريحاوي.

## جوائز
- - وسام الشجاعة والشرف من الجمهورية العربية السورية 1975.
- - جائزة أدب الأطفال عن وزارة الثقافة ومنظمة الطلائع ..المجموعة القصصية (سطوح جباتا والحمائم) -دمشق 1982-
- -جائزة ابن بطوطة لأدب الرحلات - 300 يوم في إسرائيل - 2019.

## روابط خارجية
- خيري الذهبي لقاء قناة العربية
- خيري الذهبي لقاء قناة العربية
- عن رواية الاصبع السادسة
- خيري الذهبي محاضرة عمان